# Боровково (Пермский край)
Боровково — деревня в Добрянском районе Пермского края. Входит в состав Краснослудского сельского поселения.

## Географическое положение
Расположена на крайнем юге Добрянского района, близ берега Чусовского залива Камского водохранилища, примерно в 3,5 км к юго-востоку от ж/д станции Бобки.

## Население
| 2010 |
| ---- |
| 35   |

## Улицы
- Героя Лядова ул.

## Топографические карты
- Лист карты O-40-66 Сылва. Масштаб: 1 : 100 000. Издание 1977 г.